# Droits LGBT en Mongolie

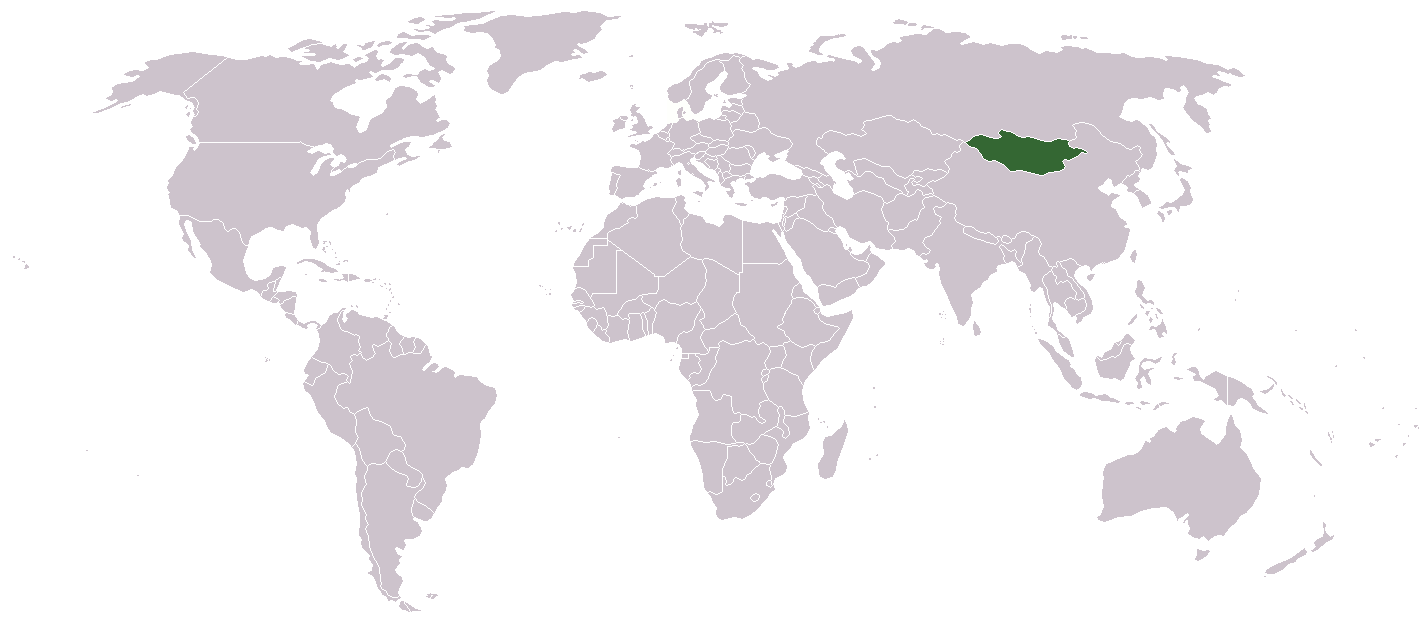
Localisation de la Mongolie.

Les personnes lesbiennes, gays, bisexuelles et transgenres (LGBT) en Mongolie peuvent faire face à des difficultés légales que ne connaissent pas les résidents non-LGBT.
Bien que la législation ait évolué, décriminalisant l'homosexualité et protégeant les LGBT, des violences et des crimes sont toujours commis envers des personnes en raison de leur identité de genre ou leur orientation sexuelle,.

## Législation sur l'homosexualité
Au XIIIe siècle, les lois de Gengis Khan condamnaient à mort les hommes coupables de sodomie dans l'Empire mongol.
L'homosexualité est criminalisée en 1961. Elle peut être punie de prison jusqu'en 1989.
Toute mention à l'homosexualité disparaît du code criminel de la Mongolie en 1993, la légalisant de fait. 
Les personnes LGBT sont protégées contre les discriminations à leur encontre. La discrimination à l'embauche envers les personnes transgenres reste cependant courante.

## Reconnaissance légale des couples homosexuels
Les couples homosexuels ne bénéficient d'aucune reconnaissance légale. Les mariages homosexuels contractés à l'étranger ne sont pas reconnus.

## Adoption homoparentale
L'adoption homoparentale n'est pas autorisée.

## Tableau récapitulatif
| Dépénalisation de l’homosexualité                                                   | Non |
| Majorité sexuelle identique à celle des hétérosexuels                               | Non |
| Interdiction des discours de haine contre les LGBT                                  | Non |
| Interdiction de la discrimination liée à l'orientation sexuelle à l'embauche        | Non |
| Interdiction de la discrimination liée à l'identité de genre dans tous les domaines | Non |
| Mariage civil ou partenariat civil                                                  | Non |
| Adoption conjointe dans les couples de personnes de même sexe                       | Non |
| Adoption par les personnes homosexuelles célibataires                               | Non |
| Droit pour les gays de servir dans l’armée                                          | Non |
| Droit de changer légalement de genre (après stérilisation)                          | Non |
| Gestation pour autrui pour les gays                                                 | Non |
| Accès aux FIV pour les lesbiennes                                                   | Non |
| Autorisation du don de sang pour les HSH                                            | Non |